# 网纹辊
网纹辊（Anilox）是柔印工艺中最为重要的零部件之一，它的主要功能是将油墨从提墨辊（Metering Roller）上转移到柔版，网纹辊的特殊结构决定了它能非常精确的控制油墨的转移量。

## 结构
网纹辊的本体是钢制的圆柱体，柱面的外层是一层特殊的陶瓷涂层，该涂层由激光雕刻后在表面形成细小整齐的网穴（Cavity），网穴的竖直剖面显示一般为U型。网穴的细密程度用网纹辊线数来定义，线数代表每英寸长度上的网穴数量，线数数值越大，单位尺寸上的网穴数越多，网穴也越小，反之亦然。网纹辊的线数与网穴深度共同决定了一个网纹辊转移油墨的量，这个量使用BCM来定义，用单位表面积上携带的油墨量来定义，该数值越大，则油墨转移量约大。
使用放大镜观察网纹辊的表面，网穴一般为蜂窝状六边形排列，常用的网纹辊网穴角度一般为60度。 特殊情况下，也有使用S型网穴。
印刷过程中在网纹辊的表面需要加装刮墨刀（Doctor Blade），因网穴在网纹辊的实体内部，刮刀的功能是将网纹辊表面的多余油墨刮除，仅在网穴中携带的油墨才是印刷过程中需要的。

## 选择
一般的柔印过程中，印刷实地等需油墨量较大的产品时，选用BCM大线数较小的网纹辊（一般来说线数小的网纹辊BCM值比较大），线数一般可选小于300线/英寸的网纹辊，在印刷精细产品如网点时，选用高线数网纹辊，一般是使用大于750线/英寸至高于1000线/英寸的网纹辊。

## 搬运和维护保养
尽管大型宽幅柔印辊的搬运只能由天车操作，但在较小的印刷机上，网纹传墨辊通常由操作人员直接搬运。搬运这些机件时，必须格外小心，因为受到硬质表面或尖角的撞击后可能会破坏网纹辊表面上细腻的网穴结构，并使滚筒完全报废，即使是很小的窄幅印刷机的网纹辊也要花费大约5000美元。划痕会很快累积叠加，因此要使用细毛刷（切勿使用黄铜刷子）清洁网纹辊。
网纹辊的网穴非常细密，网纹传墨辊上的水、溶剂和油性油墨在机器静置且不搅动的情况下非常容易在网穴中累积固化，因此在印刷完成之后需要立刻进行清洗，否则网穴中的少量干燥的油墨也会发生堵塞的现象。以后，从这根网纹辊印刷的任何图像都会留下微小但不可接受的针孔。清洗前可先使用抹布将表面油墨先做预洗，让后使用超声波清洗器震荡网穴（严格控制时间，时间过长将损毁网纹辊），同时需要配合转移网纹辊清洗液。